# ルイバキ村
ルイバキ（ロシア語: Рыбаки）は、サハリン州択捉島の村。
当該地域の領有権に関する詳細は千島列島及び北方領土問題の項目を、現状に関してはサハリン州#クリル管区、択捉島#ソ連崩壊後の択捉島の項目を参照のこと。